# Rupert Voß

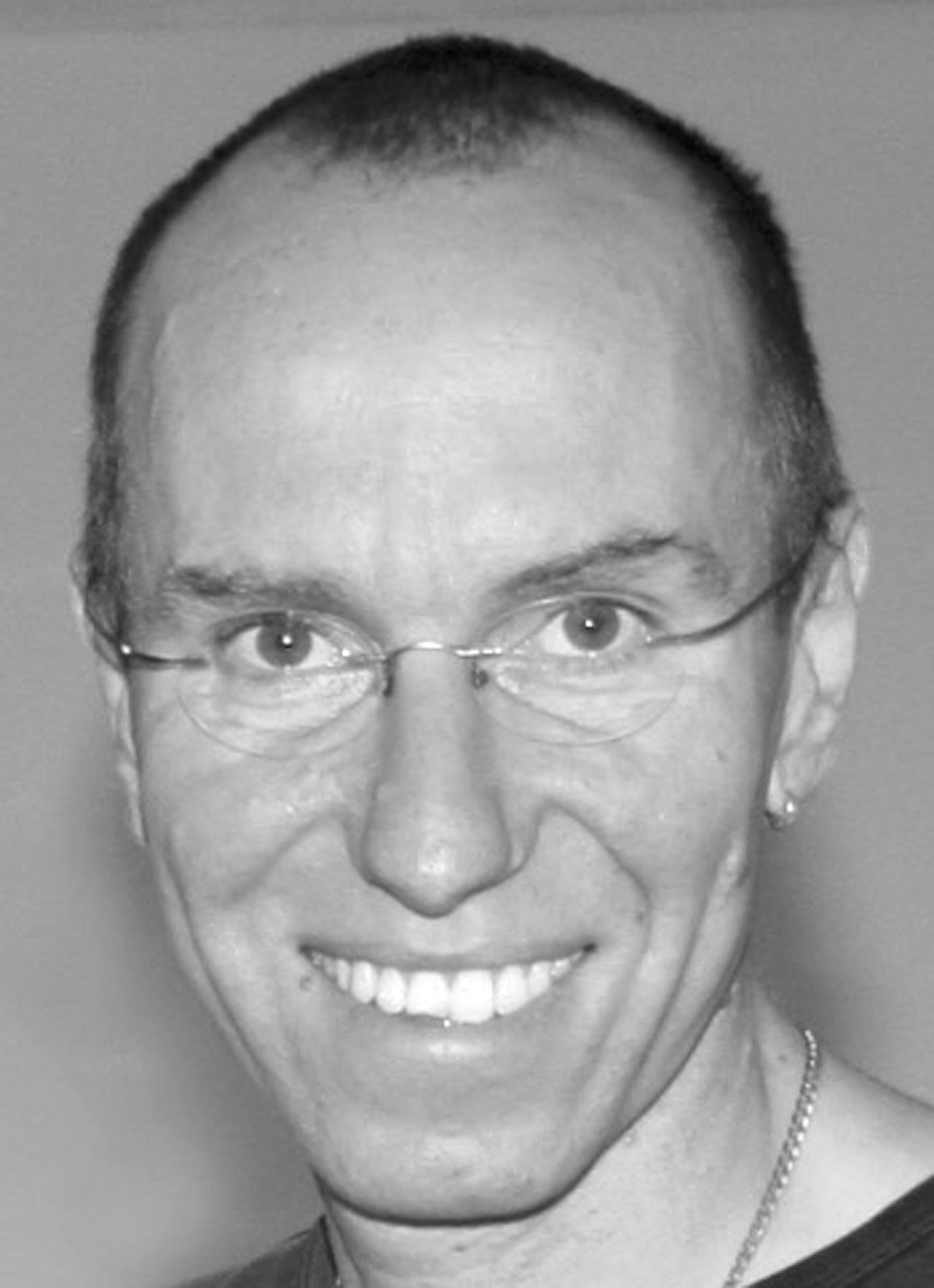
Rupert Voß (2006)

Rupert Voß (* 23. Dezember 1965 in München) ist ein deutscher Sozialunternehmer und gehört der internationalen gemeinnützigen Organisation Ashoka an. Voß ist als mittelständischer Unternehmer in den Bereichen Holzverarbeitung, Fußbodenbelag und Unternehmensberatung tätig.

## Leben
Rupert Voß, geboren 1965, leitet seit 2000 die von ihm gegründete Voss AG. Die Mitarbeiter-Beteiligungs-Aktiengesellschaft wurde 2008 mit dem Ludwig-Erhard-Preis für Qualitätsmanagement ausgezeichnet.
Rupert Voß ist seit 2001 Box-Instructor, eine sozialpädagogische Zusatzausbildung in der Jungenarbeit. 2002 gründete er die Organisation hand in, d. h. Institut für handlungsorientierte Erfahrungsintegration. hand in übernahm 2003 die Trägerschaft des Jugendhilfeprojekts Work and Box Company, das straffällige gewaltbereite Jugendliche in die Gesellschaft und den Arbeitsmarkt reintegriert. Voß entwickelte die Methodik auf der Grundlage eigener Erfahrungen: sowohl der Erlebnisse seiner Kindheit und Jugend mit einem gewalttätigen Vater und dem frühen Tod seiner beiden Brüder als auch seiner Erfahrungen als Unternehmer mit Auszubildenden und ihren Schwierigkeiten. Weitere Faktoren sind seine Überzeugung, dass Ausbildung unter realistischen wirtschaftlichen Bedingungen stattfinden muss, sowie seine Zusammenarbeit mit dem systemischen Familientherapeuten Werner Makella.
Aus seinen Erfahrungen in der Jugendhilfe heraus gründete er 2004 die Rupert-Voß-Stiftung sowie die Voss & Partner Unternehmensberatung, die Unternehmen und Unternehmer in Veränderungsprozessen begleitet.
Seit Rupert Voß 2006 zum Fellow von Ashoka Deutschland ernannt wurde, arbeitet er verstärkt an der Ausbreitung seiner erfolgreichen Jugendhilfe-Methodik. 2008 gründete er die hand in gemeinnützige Aktiengesellschaft (hand in gAG). Ziel der hand in gAG ist es, die Verbreitung der Methode Work and Box finanziell und durch Aus- und Fortbildung zu unterstützen.
In seinem Buch HerzSchlag – Mein Engagement für Menschlichkeit stellt Rupert Voß seine Lebensgeschichte und seine Initiativen im Zusammenhang dar. Das Buch erschien 2009 im Kösel-Verlag München.
Über die Arbeit der Work and Box Company entstand 2010 ein Dokumentarfilm von Gerardo Milsztein, der unter dem Titel Friedensschlag – Das Jahr der Entscheidung von der BoomtownMedia GmbH & Co. KG in Berlin produziert wurde.
Rupert Voß ist seit 1991 verheiratet und hat sechs Kinder.

## Auszeichnungen (Auswahl)
- 2019: Bayerische Verfassungsmedaille in Silber[5]
- 2010 Landessieger „Mutmacher der Nation“
- 2010 Nominierung für Laureus Medienpreis
- 2009 Auszeichnung Weltbeweger der Stiftung Bürgermut
- 2009 Sozialstern des Jahres 2008
- 2008 Preis der Initiative „Freiheit und Verantwortung“
- 2008 Ludwig-Erhard-Preis (ILEP) für Qualitätsmanagement
- 2008 und 2005 DEKRA Ethics Award
- 2008 Ausgezeichnetes Projekt der Initiative „Unternehmen für die Region“ der Bertelsmann-Stiftung
- 2007 zweiter Platz beim Unternehmerpreis ZIVIL der Wirtschaftsjunioren Deutschlands
- 2006 Bürgerkulturpreis des Bayerischen Landtags
- 2006 Bayerischer Landessieger des Deutschen Förderpreises „Jugend in Arbeit“ der Bundesagentur für Arbeit
- 2006 Fellow von Ashoka Deutschland
- 2005 Deichmann-Förderpreis gegen Jugendarbeitslosigkeit